# Kodihalli, Bhadravati
Kodihalli là một làng thuộc tehsil Bhadravati, huyện Shimoga, bang Karnataka, Ấn Độ.